# Orzechowa
Orzechowa (potocznie Orzechówka) – struga na Wybrzeżu Słowińskim, uchodząca do Morza Bałtyckiego, płynąca obecnie w prakorycie prawej odnogi Słupi. Struga uchodzi do morza pod wsią Orzechowo.
Nazwę Orzechowa wprowadzono urzędowo rozporządzeniem w 1948 roku, zastępując poprzednią niemiecką nazwę Freichower Bach.